# Olympische Winterspiele 1998/Teilnehmer (Iran)
| Gelbes Symbol für Goldmedaillen mit stilisierten Olympischen Ringen | Graues Symbol für Silbermedaillen mit stilisierten Olympischen Ringen | Braundes Symbol für Bronzemedaillen mit stilisierten Olympischen Ringen |
| ------------------------------------------------------------------- | --------------------------------------------------------------------- | ----------------------------------------------------------------------- |
| —                                                                   | —                                                                     | —                                                                       |

Iran nahm 1998 zum sechsten Mal an Olympischen Winterspielen teil. Einziger Starter war Hassan Shemshaki, der im Ski Alpin an den Start ging und Fahnenträger bei der Eröffnungsfeier war. Ein Medaillengewinn gelang ihm nicht.

## Übersicht der Teilnehmer

### Ski Alpin
| Athleten         | Wettbewerbe | 1. Lauf     | 1. Lauf | 2. Lauf     | 2. Lauf | Gesamt      | Gesamt |
| Athleten         | Wettbewerbe | Zeit        | Rang    | Zeit        | Rang    | Zeit        | Rang   |
| ---------------- | ----------- | ----------- | ------- | ----------- | ------- | ----------- | ------ |
| Männer           |             |             |         |             |         |             |        |
| Hassan Shemshaki | Slalom      | 1:13,59 min | 38      | 1:13,40 min | 30      | 2:26,99 min | 30     |